# ابریشم مصری آتشین

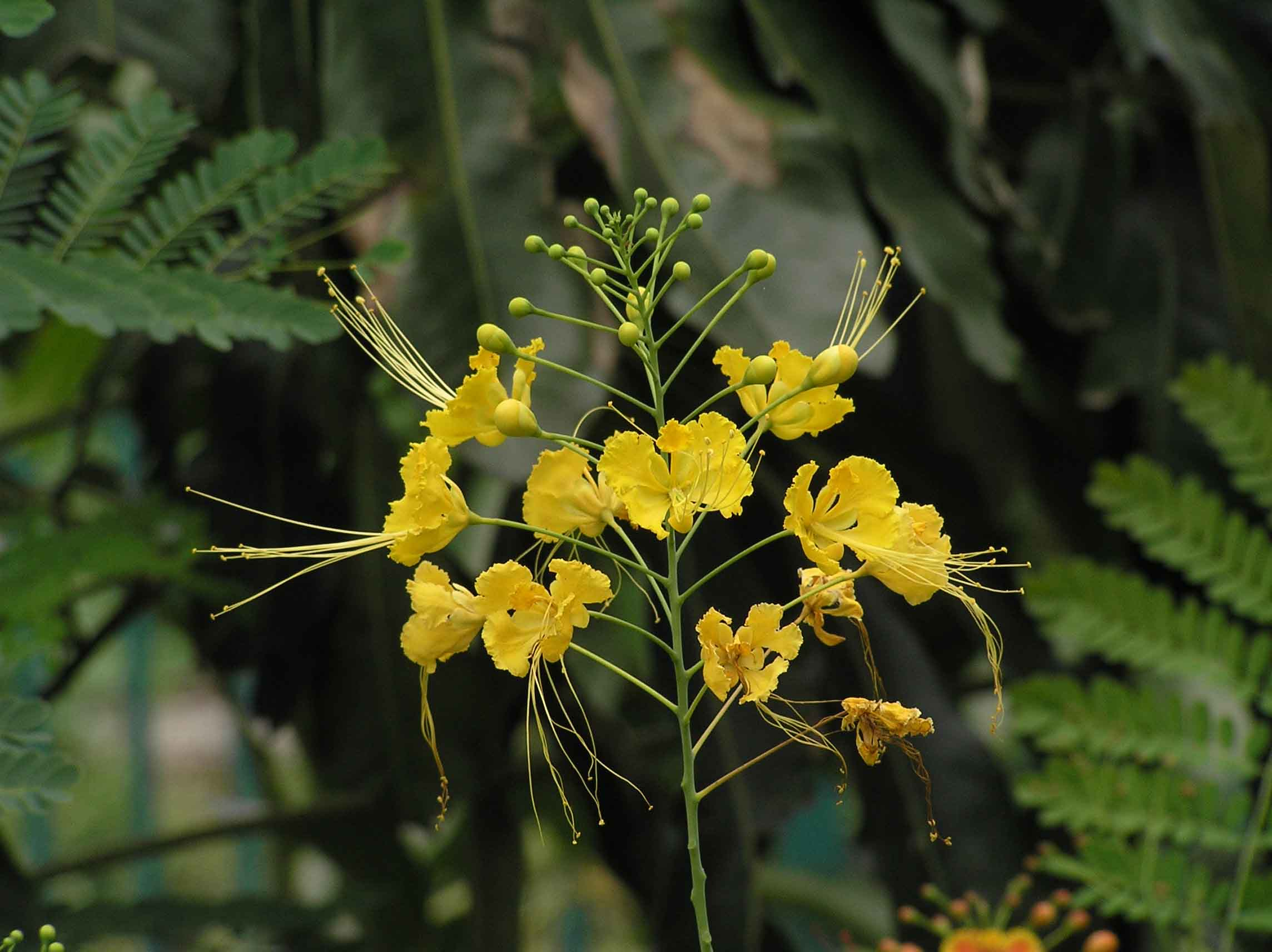
ابریشم مصری آتشین

ابریشم مصری آتشین (نام علمی: Caesalpinia pulcherrima) نام یک گونه از سرده ابریشم مصری است.